# 霍苏派赖斯泰格
霍苏派赖斯泰格（匈牙利語：Hosszúpereszteg）是匈牙利沃什州所辖的一个村，总面积37.00平方公里，总人口643，人口密度17.4人/平方公里（2010年1月1日）。